# ورزشگاه بو
ورزشگاه بو (به لاتین: Bo Stadium) یک ورزشگاه در سیرالئون است که در Bo واقع شده‌است.